# Rite Aid
Die Rite Aid Corporation ist eine US-amerikanische Apotheken- und Drogeriekette. Der Hauptsitz des Unternehmens befindet sich in Camp Hill (Pennsylvania), nahe Harrisburg. Rite Aid ist die größte Drogeriekette an der Ostküste und die drittgrößte in den Vereinigten Staaten. Die Kette beschäftigte 2018 53.100 Mitarbeiter in rund 2500 Apotheken und gehört zu den 100 umsatzstärksten Unternehmen des Landes. Mitte Oktober 2023 stellte das Unternehmen einen Insolvenzantrag, aufgrund einer hohen Schuldenlast und tausender Klagen wegen der Involvierung des Unternehmens in die Opioid-Krise.

## Geschichte

Historisches Logo (etwa 1979)

Alex Grass gründete das Unternehmen im September 1962 in Scranton (Pennsylvania), wo im selben Jahr die erste Apotheke eröffnet wurde. Dies hatte den Namen Thrift D Discount Center. Nach mehreren Jahren des Wachstums nahm Rite Aid seinen heutigen Namen an und wurde 1968 Aktiengesellschaft. Zehn Jahre nach der Eröffnung des ersten Geschäfts unterhielt Rite Aid 267 Standorte in 10 Bundesstaaten. 1981 wurde Rite Aid schließlich zur drittgrößten Drogeriekette des Landes, vor allem durch die Übernahme kleinerer Drogeriemärkte. 1983 betrug der Umsatz erstmals eine Milliarde US-Dollar.
2006 übernahm es die beiden Drogerieketten Eckerd Pharmacy und Brooks Pharmacy von dem kanadischen Mutterunternehmen Jean Coutu Group für eine Summe von 3,4 Milliarden US-Dollar und integrierte die beiden Ketten in sein Apothekensystem. Mit der Akquisition hatte Rite Aid auf seinem Höhepunkt im Jahr 2008 insgesamt 5.059 Geschäfte und beschäftigte 112.800 Mitarbeiter.
2017 scheiterte die Übernahme des Unternehmens durch den Mitkonkurrenten Walgreens Boots Alliance an dem Widerstand der zuständigen Aufsichtsbehörden. Walgreens kaufte schließlich ca. 2.200 Filialen von Rite Aid für einen Preis von 4,4 Milliarden US-Dollar und übernahm damit über 40 % dessen Geschäften.
2018 gab die Einzelhandelskette Albertsons ihren Plan für die Übernahme von Rite Aid bekannt aufgrund von starkem Druck durch den Onlinehandel. Am 8. August 2018 gab Rite Aid bekannt, dass der Plan die Aktionäre nicht überzeugt habe und die geplante Fusion annulliert würde. Mitte Oktober 2023 stellte das Unternehmen einen Antrag auf ein Insolvenzverfahren in Eigenverwaltung gemäß Chapter 11.
Am 19. Dezember 2023 gab Rite Aid bekannt, dass es sich mit der Federal Trade Commission wegen seiner KI-gestützten Gesichtserkennungstechnologie geeinigt hat. Das Unternehmen stimmte einem fünfjährigen Verbot zu, die Gesichtserkennungstechnologie in allen seinen Geschäften zu verwenden, nachdem es beschuldigt wurde, das System zur falschen Identifizierung von Kunden aufgrund ihrer Rasse und Hautfarbe zu missbrauchen. Das System sollte ursprünglich für Kunden eingesetzt werden, die wahrscheinlich in kriminelle Handlungen verwickelt sind.